# Georges Louis Humbert
Georges Louis Humbert (Gazeran, 1862 – Strasburgo, 1921) è stato un generale francese.
Soldato in Africa durante la prima guerra mondiale, tornò in Europa nel 1917 e partecipò alla seconda battaglia della Marna. Inviato in Piccardiae sull'Oise, fu nominato nel 1919 governatore di Strasburgo.